# 六号街道
六号街道，是中华人民共和国黑龙江省鹤岗市南山区下辖的一个乡镇级行政单位。

## 行政区划
六号街道下辖以下地区：
六顺社区、六合社区、六益社区、六安社区和六吉社区。